# Foley Peak
Foley Peak är en bergstopp i Kanada.   Den ligger i provinsen British Columbia, i den södra delen av landet, 3 400 km väster om huvudstaden Ottawa. Toppen på Foley Peak är 2 293 meter över havet.
Terrängen runt Foley Peak är huvudsakligen bergig. Runt Foley Peak är det mycket glesbefolkat, med 4 invånare per kvadratkilometer.. Närmaste större samhälle är Agassiz, 15,2 km nordväst om Foley Peak. 
I omgivningarna runt Foley Peak växer i huvudsak barrskog.